# Quadriaceleração
Na teoria da relatividade, a quadriaceleração é um quadrivetor definido como a taxa de variação da quadrivelocidade ao longo do tempo próprio da partícula. É análoga à aceleração clássica no espaço tridimensional. A quadriaceleração tem aplicações em áreas como a aniquilação de antiprótons, ressonância de partículas estranhas e radiação de cargas elétricas aceleradas.